# Mescha (Unscha)
Die Mescha (russisch Межа́) ist ein linker Nebenfluss der Unscha in der russischen Oblast Kostroma.
Die Mescha entsteht am Zusammenfluss ihrer beiden Quellflüsse Konjug und Mitschug, die im Nordrussischen Landrücken entspringen.
Sie fließt in überwiegend südlicher Richtung und passiert den Ort Georgijewskoje.  
Schließlich mündet sie linksseitig in die Unscha, ein linker Nebenfluss der Wolga.
Die Mescha hat eine Länge von 186 km. Sie entwässert ein Areal von 2630 km². 
Sie wird hauptsächlich von der Schneeschmelze gespeist. 
39 km oberhalb der Mündung beträgt der mittlere Abfluss 17,9 m³/s.
Zwischen November und der zweiten Aprilhälfte ist der Fluss eisbedeckt.
Zumindest in der Vergangenheit wurde auf der Mescha Flößerei betrieben.